# Lista de deputados estaduais de Goiás da 5.ª legislatura
Essa é uma lista de deputados estaduais de Goiás eleitos para o período 1963-1967.

## Composição das bancadas
| Partido | Líder                       | Bancada | Posição      |
| ------- | --------------------------- | ------- | ------------ |
| PSD     | Adailton de Oliveira Morais | 21 / 39 | Governo      |
| UDN     | Eurico Barbosa dos Santos   | 8 / 39  | Oposição     |
| PTB     | José Porfírio de Souza      | 4 / 39  | Governo      |
| PDC     | Gustavo Balduíno Santa Cruz | 4 / 39  | Oposição     |
| PSB     | Edmar de Souza Rezende      | 1 / 39  | Independente |
| PSP     | Joaquim Cordeiro            | 1 / 39  | Oposição     |

## Deputados estaduais eleitos
Estavam em jogo as 39 cadeiras da Assembleia Legislativa de Goiás.
| Número | Deputados estaduais eleitos       | Partido | Votação | Percentual | Cidade onde nasceu  | Unidade federativa |
| 41241  | Iris Rezende                      | PSD     | 10.188  |            | Cristianópolis      | Goiás              |
| 41286  | Antônio Magalhães                 | PSD     | 8.207   |            | Formoso             | Goiás              |
| 41611  | Walteno Cunha Barbosa             | PSD     | 7.863   |            | Catalão             | Goiás              |
| 41276  | Almir Turisco de Araújo           | PSD     | 7.713   |            | Macaúbas            | Bahia              |
| 41370  | Anapolino de Faria                | PSD     | 7.306   |            | Anápolis            | Goiás              |
| 41320  | Sebastião Arantes                 | PSD     | 6.569   |            | Rio Verde           | Goiás              |
| 41675  | Francisco Maranhão Japiassu       | PSD     | 5.625   |            | Carolina            | Maranhão           |
| 41909  | José Sebba                        | PSD     | 5.612   |            | Catalão             | Goiás              |
| 41673  | Clotário de Freitas               | PSD     | 5.004   |            | Jaraguá             | Goiás              |
| 41677  | Luziano Ferreira de Carvalho      | PSD     | 4.898   |            | Jataí               | Goiás              |
| 41818  | Edson Monteiro de Godoy           | PSD     | 4.897   |            | Santa Cruz de Goiás | Goiás              |
| 41378  | Jaime Florentino de Farias        | PSD     | 4.874   |            | Balsas              | Maranhão           |
| 41265  | Osires Teixeira                   | PSD     | 4.780   |            | Santa Cruz de Goiás | Goiás              |
| 41508  | Brito Miranda                     | PSD     | 4.681   |            | Pedro Afonso        | Tocantins          |
| 40562  | José Porfírio de Souza            | PSB     | 4.663   |            | Pedro Afonso        | Tocantins          |
| 22463  | Getúlio Vaz da Costa              | UDN     | 4.536   |            | Inhumas             | Goiás              |
| 22795  | Genésio Borges de Andrade         | UDN     | 4.448   |            | Itumbiara           | Goiás              |
| 22596  | Sidney Ferreira                   | UDN     | 4.402   |            | Jataí               | Goiás              |
| 22273  | Eurico Barbosa dos Santos         | UDN     | 4.402   |            | Morrinhos           | Goiás              |
| 41523  | Vespasiano da Costa Ferreira      | PSD     | 4.144   |            | Silvânia            | Goiás              |
| 41754  | João Abraão                       | PSD     | 4.047   |            | Araguari            | Minas Gerais       |
| 41627  | Adailton de Oliveira Moraes       | PSD     | 3.952   |            | Carolina            | Maranhão           |
| 41670  | José Teodoro Rodrigues Filho      | PSD     | 3.943   |            | Morrinhos           | Goiás              |
| 41175  | Domingos Mendes da Silva          | PSD     | 3.885   |            | Salvador            | Bahia              |
| 46250  | Olímpio Jaime                     | PSP     | 3.823   |            | Pirenópolis         | Goiás              |
| 22977  | Ary Valadão                       | UDN     | 3.768   |            | Anicuns             | Goiás              |
| 22708  | Darcy Gomes Marinho               | UDN     | 3.762   |            | Carolina            | Maranhão           |
| 41570  | Eliezer José Pena                 | PSD     | 3.755   |            | Taquarituba         | São Paulo          |
| 41787  | José Barbosa Reis                 | PSD     | 3.663   |            | Pontalina           | Goiás              |
| 17594  | João Netto de Campos              | PDC     | 3.501   |            | Catalão             | Goiás              |
| 46684  | Joaquim Olinto de Jesus Meireles  | PSP     | 3.462   |            | Luziânia            | Goiás              |
| 14353  | Almerinda Magalhães Arantes       | PTB     | 3.323   |            | Posse               | Goiás              |
| 46207  | Joaquim Batista de Abreu Cordeiro | PSP     | 3.264   |            | Arraias             | Tocantins          |
| 17314  | Gustavo Balduíno Santa Cruz       | PDC     | 2.912   |            | Posse               | Goiás              |
| 14100  | Gilberto Santana Filho            | PTB     | 2.755   |            | Piracanjuba         | Goiás              |
| 40302  | Edmar de Souza Rezende            | PSB     | 2.612   |            | Dores do Indaiá     | Minas Gerais       |
| 14172  | Raimundo Santana Amaral           | PTB     | 2.605   |            | Uruaçu              | Goiás              |
| 17506  | Elcival Caiado                    | PDC     | 2.539   |            | Goiás               | Goiás              |
| 17836  | João Carneiro de Castro Vaz       | PDC     | 2.375   |            | Ipameri             | Goiás              |